# Збир, Мохамед
Мохамед Збир (араб. محمد زبير‎; род. 1 ноября 1965) — марокканский боксёр, представитель наилегчайших весовых категорий. Выступал за национальную сборную Марокко по боксу в 1990-х годах, чемпион Африки, серебряный призёр Средиземноморских игр, участник двух летних Олимпийских игр.

## Биография
Мохамед Збир родился 1 ноября 1965 года.
Первого серьёзного успеха в боксе на взрослом международном уровне добился в сезоне 1990 года, когда вошёл в основной состав марокканской национальной сборной и побывал на международном турнире Box-Am в Уэльве, откуда привёз награду серебряного достоинства, выигранную в зачёте первой наилегчайшей весовой категории.
В 1991 году стал серебряным призёром на международном турнире «Таммер» в Тампере и на Средиземноморских играх в Афинах, выступил на турнире «Трофео Италия» в Венеции.
В 1992 году одержал победу на домашнем чемпионате Африки в Касабланке и за счёт этой победы прошёл отбор на летние Олимпийские игры в Барселоне. На Играх, однако, уже в стартовом поединке категории до 48 кг со счётом 0:6 потерпел поражение от немца Яна Кваста и сразу же выбыл из борьбы за медали.
Спустя четыре года Збир поднялся в наилегчайший вес и благодаря череде удачных выступлений удостоился права защищать честь страны на Олимпийских играх 1996 года в Атланте. На сей раз боксировал в категории до 51 кг и в первом же бою со счётом 4:11 проиграл представителю Замбии Бонифасу Мукуке.